# Hawa nagila
Hawa nagila (hebr. הבה נגילה – Radujmy się) – ludowa pieśń żydowska śpiewana na święta, m.in. na Chanukę.
Oryginalny tekst pieśni nie zachował się przez wieki i był śpiewany przez chasydów jako nigun. Pierwszej transkrypcji melodii, na podstawie której powstała Hawa nagila dokonał Abraham Zebi Idelsohn w Jerozolimie w 1915 r. Idelsohn napisał również współcześnie znane słowa w 1918 roku jako wyraz radości z powodu zwycięstwa Brytyjczyków w Palestynie i deklaracji Balfoura o utworzeniu w Palestynie „żydowskiej siedziby narodowej”. W tym samym roku miała miejsce premiera utworu, w nieznanym dokładnie miejscu w Jerozolimie. Pierwsze nagranie utworu zostało zarejestrowane w roku 1922 dla wytwórni Polyphon, w Berlinie.
Do autorstwa tekstu pieśni w późniejszych latach po śmierci Idelsohna przyznawał się Mosze Natanson.

## Tekst
| Transkrypcja             | Oryginalny tekst hebrajski       | Polskie tłumaczenie                         |
| ------------------------ | -------------------------------- | ------------------------------------------- |
| Hawa nagila              | הבה נגילה                        | Radujmy się                                 |
| Hawa nagila              | הבה נגילה                        | Radujmy się                                 |
| Hawa nagila wenismecha   | הבה נגילה ונשמחה                 | Radujmy się i cieszmy                       |
|                          | (powtórzyć raz zwrotkę)          |                                             |
| Hawa neranena            | הבה נרננה                        | Śpiewajmy                                   |
| Hawa neranena            | הבה נרננה                        | Śpiewajmy                                   |
| Hawa neranena wenismecha | הבה נרננה ונשמחה                 | Śpiewajmy i cieszmy się                     |
|                          | (powtórzyć raz zwrotkę)          |                                             |
| Uru, uru achim!          | !עורו, עורו אחים                 | Zbudźcie się, zbudźcie się, bracia!         |
| Uru achim belew sameach  | עורו אחים בלב שמח                | Zbudźcie się, bracia, z radością w sercach  |
|                          | (powtórzyć tę linię cztery razy) |                                             |
| Uru achim, uru achim!    | !עורו אחים, עורו אחים            | Zbudźcie się, bracia, zbudźcie się, bracia! |
| Belew sameach            | בלב שמח                          | Z radością w sercach                        |

## Wykonania
- Dalida w roku 1958
- Harry Belafonte na płycie Belafonte at Carnegie Hall (1959)
- Sława Przybylska
- Ivan Rebroff
- Laila Kinnunen (1967)
- Azúcar Moreno na płycie Esclava de Tu Piel (1996)
- Scooter w utworze "Last Minute" album "Our Happy Hardcore" (1996)
- Party Animals w utworze 'Hava Naqila" (1996)
- Justyna Steczkowska na płycie Alkimja (2002)
- Rootwater na płycie Under (2004)
- Ray Charles na koncertowym DVD Soul of the Holy Land: August 1973 (2004)
- Infernal na płycie From Paris to Berlin (album) (2005)
- Sonata Arctica na koncertowym DVD For the Sake of Revenge (2006)
- Natasza Urbańska i zespół teatru Studio Buffo w programie Przebojowa noc (2007)
- Kayah na płycie Transoriental Orchestra (2013)
- Legend Of Kazimierz na płycie Seven Wonders (2013)
- Big band pod dyrekcją Stanisława Urbana (2018)